# ダミアン・ルイス
ダミアン・ワトキン・ルイス（Damian Watcyn Lewis, 1971年2月11日-）は、イギリス・ロンドン出身の俳優、映画プロデューサー。

## 略歴
父方の祖父母はウェールズ人。母方の祖父は元ロンドン市長であり、祖母は王家専属の医者であった。名門パブリックスクールであるイートン校を卒業後、ギルドホール音楽演劇学校で演劇を学ぶ。そののちロイヤル・シェイクスピア・カンパニーに所属。2001年にはアメリカのドラマ『バンド・オブ・ブラザーズ』の主役を見事に演じきった。その後主にアメリカの映画やテレビシリーズに出演。2009年にはロンドンでキーラ・ナイトレイと共に舞台『人間嫌い』に出演した。
2012年には『HOMELAND』では8年間イラクで捕虜になっていた海兵隊員ニコラス·ブロディを演じてエミー賞主演男優賞やゴールデン・グローブ賞男優賞を受賞した。 

## 私生活
2007年に女優のヘレン・マックローリーと結婚した。2人の間には2006年に生まれた娘と2007年に生まれた息子がいる。

## 主な出演作品

### 映画
| 公開年 | 邦題 原題                                                                  | 役名                          | 備考           |
| ------ | -------------------------------------------------------------------------- | ----------------------------- | -------------- |
| 2003   | ドリームキャッチャー Dreamcatcher                                          | ジョンジー                    |                |
| 2005   | シェイクスピア21-から騒ぎ ShakespeaRe-Told: Much Ado About Nothing         | ベネディック                  | テレビ映画     |
| 2005   | 大脱走 コルディッツ収容所 Colditz                                          | ニコラス・マクグレイド        | テレビ映画     |
| 2005   | アンフィニッシュ・ライフ An Unfinished Life                                | ゲイリー                      |                |
| 2006   | アレックス・ライダー Stormbreaker                                          | ヤッセン・グレゴヴィッチ      |                |
| 2008   | DATSUGOKU -脱獄- The Escapist                                              | Rizza                         |                |
| 2011   | ロード・オブ・クエスト ドラゴンとユニコーンの剣 Your Highness              | ボレモント                    |                |
| 2011   | ウィル 〜夢をかなえる旅〜 Will                                             | Gareth                        |                |
| 2012   | ロンドン・ヒート The Sweeney                                               | フランク・ハスキンス          |                |
| 2012   | Romeo and Juliet                                                           | キャピュレット卿              |                |
| 2015   | アラビアの女王 愛と宿命の日々 Queen of the Desert                          | リチャード･ダウティ＝ワイリー | 2017年公開予定 |
| 2016   | われらが背きし者 Our Kind of Traitor                                       | ヘクター                      |                |
| 2018   | オーシャンズ8 Ocean's Eight                                                |                               |                |
| 2019   | ワンス・アポン・ア・タイム・イン・ハリウッド Once Upon a Time in Hollywood | スティーブ・マックイーン      |                |
| 2019   | スキャンダル 〜人生のターニングポイント〜 Run This Town                    | ロブ・フォード                |                |
| 2020   | ドリーム・ホース Dream Horse                                               | ハワード・デイヴィス          |                |

### テレビシリーズ
| 放映年    | 邦題 原題                                        | 役名                          | 備考                                                                     |
| --------- | ------------------------------------------------ | ----------------------------- | ------------------------------------------------------------------------ |
| 1995      | 名探偵ポワロ Agatha Christie's Poirot            | レナード・ベイトソン          | 第43話『ヒッコリー・ロードの殺人』                                       |
| 2000-2001 | Hearts and Bones                                 | マーク・ローズ                | 8エピソード                                                              |
| 2001      | バンド・オブ・ブラザース Band of Brothers        | リチャード・ウィンターズ      | ミニシリーズ                                                             |
| 2002-2003 | フォーサイト家 〜愛とプライド〜 The Forsyte Saga | ソームズ・フォーサイト        | ミニシリーズ                                                             |
| 2007      | Life 真実へのパズル Life                         | チャーリー・クルーズ          | 32エピソード                                                             |
| 2011-2014 | HOMELAND Homeland                                | ニコラス・ブロディ            | シーズン1-3、メインキャストで36エピソード シーズン4、ゲストで1エピソード |
| 2013      | To Appomattox                                    | ジェームズ・B・マクファーソン |                                                                          |
| 2015      | ウルフ・ホール Wolf Hall                         | ヘンリー8世                   | 6エピソード                                                              |
| 2016      | ビリオンズ Billions                              | ボビー・アクセルロッド        | 13エピソード                                                             |

## 参照
1. ↑  Mottram, James. Damian Lewis Interview. Marie Claire, 25 February 2008. accessed 14 January 2009.
2. ↑  Person Page – 17574. thePeerage.com. (accessed 2009-01-14)
3. ↑  Fascinating Fact 4144. Contact Music. 21 October 2007. accessed 14 January 2009.
4. ↑  “キーラ・ナイトレイの初舞台が観客から大絶賛！激しさと美しさを絶妙に表現”. シネマトゥデイ. (2009年12月22日) 2013年7月12日閲覧。
5. ↑  “Actors Damian Lewis and Helen McCrory welcome a son”. People. 2013年7月12日閲覧。
6. ↑  “N・キッドマン、イラク建国の立役者に！W・ヘルツォーク監督最新作17年1月公開”. 映画.com. (2016年10月19日) 2017年1月16日閲覧。